# Kaprosuchus
Kaprosuchus saharicus ist eine ausgestorbene Art aus der Gruppe der Crocodylomorpha, die aus etwa 95 Millionen Jahre alten Schichten der Oberkreide im nördlichen Niger bekannt ist. Die Art wurde wegen ihrer ungewöhnlichen Bezahnung nach griechisch Kapros (Wildschwein) und Souchos (Krokodil) sowie nach dem Fundort in der Sahara benannt. Kaprosuchus wird zusammen mit der Gattung Mahajangasuchus in die Familie der Mahajangasuchidae gestellt.

## Merkmale
Von Kaprosuchus wurde ein fast vollständiger Schädel von etwa 50 cm Länge beschrieben, was auf ein etwa sechs Meter langes Tier schließen lässt. Das postcraniale Skelett ist unbekannt. Auffälligstes Merkmal sind mehrere caniniform verlängerte Zähne im Ober- und Unterkiefer. Oben sitzen am Zwischenkieferbein je Seite drei Zähne, von denen der dritte vergrößert ist und zehn am Oberkiefer, von denen der dritte und siebte vergrößert sind. Von den sechzehn Zähnen je Unterkieferseite sind nur die ersten drei, der fünfte und der achte groß genug, um sichtbar aus dem Knochen zu ragen, wobei der dritte und achte deutlich vergrößert sind. Kaprosuchus besaß kräftige Kiefer, wobei die Schnauze durch eine verstärkte Vorderkante, die möglicherweise einen verhornten Schild trug, verschmolzene Nasenbeine und seitlich verlagerte Nasenlöcher besonders für ein kräftiges Zubeißen geeignet war. Die gut entwickelten Fortsätze des Schuppenbeins und die seitlich ausgerichteten Augenhöhlen weisen des Weiteren auf eine überwiegende oder sogar ausschließlich terrestrische Lebensweise hin. Als Beutetiere kamen Wirbeltiere bis zur Größe mittelgroßer Dinosaurier in Frage.